# Viktor Tsarov
Viktor Grigoryevich Tsaryov (Moscou, 2 de junho de 1931 – 2 de janeiro de 2017) foi um futebolista soviético que atuava como defensor.

## Carreira
Viktor Tsarov fez parte do elenco da Seleção Soviética na Copa do Mundo de 1958. 

## Títulos
- Eurocopa: 1960
- Primeira Divisão Soviética: 1955, 1957, 1959, 1963.